# هنري سميث (سياسي أمريكي، مواليد 1766)
هنري سميث (بالإنجليزية: Henry Smith) هو سياسي أمريكي، ولد في 10 فبراير 1766 في بروفيدنس في الولايات المتحدة، وتوفي في 28 يونيو 1818. انتخب حاكم رود آيلاند ‏ (15 أكتوبر 1805 – 7 مايو 1806).